# 安德烈亚斯·韦尔斯
安德烈亚斯·韦尔斯（德語：Andreas Wels，1975年1月1日—），德国男子跳水运动员。他曾代表德国参加1996年、2000年和2004年夏季奥林匹克运动会跳水比赛，其中2004年奥运会获得一枚银牌。